# Miami (album de James Gang)
Pour les articles homonymes, voir Miami.
Albums de James Gang
Bang
(1973) Newborn
(1975)
Singles
1. Cruisin'Down the Highway
Sortie : 1974

Miami est le septième album du groupe rock américain James Gang. il est sorti en juillet 1974 sur le label Atco Records et a été produit par le groupe et Tom Dowd.

## Historique
Cet album fut enregistré et mixé pendant le printemps 1974 aux Studios Criteria de Miami en Floride. Comme sur l'album précédent, Tommy Bolin participe grandement à l'écriture des titres, signant ou cosignant toutes les chansons. Mais la magie opère moins que sur l'album précédent et Tommy Bolin se lassera lentement, trouvant qu'il était arrivé au bout, artistiquement, avec le reste des musiciens et quitte après l'enregistrement.
Tommy Bolin quitta le groupe le 27 août 1974 et retourna au Colorado pour fonder son nouveau groupe. Le chanteur Roy Kenner en fit de même et l'album n'obtint pas une très grande promotion. Il se classa à la 97e place du Billboard 200 le 26 octobre 1974.

## Liste des titres
Face 1
| No | Titre                     | Auteur                   | Durée |
| -- | ------------------------- | ------------------------ | ----- |
| 1. | Cruisin' Down the Highway | Tommy Bolin, Dale Peters | 3:16  |
| 2. | Do It                     | Bolin, Roy Kenner        | 3:38  |
| 3. | Wildfire                  | Bolin, John Tesar        | 3:30  |
| 4. | Sleepwalker               | Bolin, Tesar             | 4:01  |
| 5. | Miami Two-Step            | Bolin, Jim Fox, Peters   | 1:32  |

Face 2
| No | Titre                | Auteur           | Durée |
| -- | -------------------- | ---------------- | ----- |
| 6. | Praylude / Red Skies | Bolin            | 5:59  |
| 7. | Spanish Lover        | Bolin, Jeff Cook | 3:43  |
| 8. | Summer Breezes       | Bolin            | 2:40  |
| 9. | Head Above the Water | Bolin, Peters    | 4:18  |

## Musiciens
James Gang
- Roy Kenner: chant, chœurs
- Tommy Bolin: guitares, chant sur Spanish Lover
- Dale Peters: basse, fuzz basse, percussions, chœurs
- Jim Fox: batterie, percussions, claviers, chœurs

Musicien additionnel
- Albhy Galuten (en): claviers, synthétiseur sur Head Above the Water

## Charts
Charts album
| Pays       | Chart         | classement |
| ---------- | ------------- | ---------- |
| États-Unis | Billboard 200 | 97e        |